# Écluse de Laval
L'écluse de Laval est une écluse double du canal du Midi située sur la commune de Gardouch dans la Haute-Garonne. Construite vers 1670, elle se trouve à 37,5 km de Toulouse (Ponts-Jumeaux).
L'écluse de Laval, ascendante dans le sens ouest-est, se trouve à une altitude de 170 m. Les écluses adjacentes sont l'écluse de Gardouch à l'est et l'écluse de Négra à l'ouest.